# Elaine Sturtevant
Elaine Frances Sturtevant, professioneel bekend als Sturtevant (Geboortenaam: Elaine Frances Horan; Lakewood (Ohio), 23 augustus 1924 – Parijs, 7 mei 2014) was een Amerikaanse kunstenaar. Ze wordt ook wel gezien als de eerste postmoderne kunstenaar en als een van de belangrijkste kunstenaars van de 21ste eeuw.

## Biografie

### Vroege leven
Elaine Sturtevant werd geboren in Lakewood en studeerde psychologie aan de Universiteit van Iowa. Daar raakte ze bekend met het filosofische werk van Baruch Spinoza, Friedrich Nietzsche, Georg Wilhelm Friedrich Hegel en Arthur Schopenhauer. Later herlas ze hun werk aan de hand van de boeken van Gilles Deleuze en Michel Foucault. In de jaren vijftig verhuisde ze naar New York waar ze aan de Columbia-universiteit haar mastergraad behaalde.

### Carrière
Sturtevant maakte maar debuut in de kunstwereld in 1965 met een tentoonstelling in de Bianchini Gallery in New York. In deze tentoonstelling was een reeks bloemen te zien die ze kopieerde van Andy Warhol. Warhol klaagde niet over haar werk en leerde Sturtevant zelfs de technieken die hij gebruikte. Toen Warhol zelf ooit vragen kreeg over zijn technieken was zijn antwoord: "Ask Elaine" (Vraag maar aan Elaine). Claes Oldenburg was minder blij met haar kunstvorm. De kunst die Sturtevant in de jaren tachtig maakte werd niet goed ontvangen en leidde ertoe dat ze voor een aantal jaar zelfs geen kunst meer zou maken.
In 1990 verhuisde ze naar Parijs. In Europa was in deze tijd haar kunst omarmt, terwijl in eigen land de mensen haar werk niet begrepen of zich eraan irriteerden. Omstreeks het jaar 2000 begon ze ook de technieken van film en video te omarmen en produceerde ze werk dat de gefragmenteerde en alomtegenwoordige aard van onze met beelden verzadigde cultuur weerspiegelt.
In 2011 verkreeg ze een Gouden Leeuw van de Biënnale van Venetië voor haar gehele oeuvre. Ook kreeg Sturtevant enkele andere prijzen zoals de Francis J. Greenburger Award in 2008.

## Werk
Sturtevant staat bekend als de "moeder van de toegeëigende kunst" waarin nieuwe kunstwerken gemaakt werden door oude te reproduceren. De kunst van Sturtevant had in de basis te maken met de prototypes van de kunst. De kunst die ze kopieerde was op zichzelf al een gekopieerd beeld. Het werk van haar suggereerde dan ook dat geen beide van het origineel is. De kunst van Sturtevant was ontworpen om vragen op te roepen over originaliteit, uniciteit en nageslacht.
Haar eigen versie van Roy Lichtensteins "Working Girl" werd in 2011 verkocht voor een bedrag van 710.500 dollar, terwijl het origineel maar ongeveer een tiende hiervan had opgebracht.